# Garrel
Garrel là một đô thị ở huyện huyện Cloppenburg, trong bang Niedersachsen, nước Đức. Đô thị Garrel có diện tích 113,23 km². Đô thị này có cự ly khoảng 15 km về phía bắc của Cloppenburg, và 25 km về phía tây nam của Oldenburg.